# 하루 (2011년 영화)
하루는 2011년에 제작된 단편 영화이다.

## 줄거리
하루 동안 90년의 세월을 걷는 할머니의 특별한 이야기를 그린 단편 영화이다.

## 등장 인물

### 주인공
- 유창해 : 할머니 역
- 김완태 : 할아버지 역

## 수상
- 2011년 서울 노인 영화제 수상
- 2011년 공주시 신상옥 청년 국제 영화제 수상
- 2011년 상록구 다문화 국제 단편 영화제 장려상 수상
- 2011년 대전 독립 영화제 수상
- 2012년 대한민국 영상대전 수상
- 2012년 서울특별시 세계 단편 영화제 수상
- 2012년 정동진 독립 영화제 수상